# Régis Bruneton
Pour les articles homonymes, voir Bruneton.
Régis Bruneton, né le 14 février 1939 à Hyères (Var), est un footballeur français évoluant au poste de milieu de terrain. 
Régis Bruneton a joué près de 200 matchs en Division 1 avec Marseille, Toulouse et Nice.